# Кирило Транквіліон-Ставровецький
Ставровецький Кирило (Транквіліон) (1581 /?, село Ставрів, нині Млинівського району Рівненської області — 1646, Чернігів) — український православний і греко-католицький освітній та церковний діяч, архімандрит Чернігівський, поет, учений, друкар, видавець.

## Біографія
Наприкінці 1580-х (1589) роках учителював у Львові, потім в Острозі й Вільні. Як знавець грецької мови виступав перед патріархом Єремією II в обороні Львівського братства.
У грудні 1589 року як знавець грецької — учасник зустрічі тернопільських братчиків з Константинопольським патріархом Єремією II Траносом у Тернополі (це підтверджує надпис на вмурованому над входом до церкви Різдва Христового (Середньої)). Через переслідування єпископа Гедеона Балабана перебрався до Вільна, де викладав слов'янську і грецьку мови у братській школі. 1618 р. переїхав до Почаєва.
З 1618 року — ігумен Унівського монастиря, пізніше — Любарського Свято-Георгіївського. Мав власну пересувну друкарню, у якій видавав свої твори.
1626 року Кирило Танквіліон-Ставровецький перейшов на унію. У 1628 році отримав посаду архімандрита Єлецького монастиря в Чернігові, пробув там до смерті.

## Друкарський доробок
- 1618 р. — першу українську догматичну систему «Зерцало богословія» (інші дані — у Почаївському монастирі)
- 1619 р. — «Євангеліє учительноє», збірку своїх проповідей на неділю та свята (у Рохманові). Окремі частини цієї праці присвятив Раїні Могилянці-Вишневецькій, в маєтку якої проживав і працював. Цей твір був засуджений Собором українських православних єпископів, 1627 р. у Москві наказали його «на пожарах спалити»[5].
- 1646 р. — збірку повчань і побутово-моралістичних віршів «Перло многоцѣнное»[3].
- «Учительне Євангеліє» Кирила-Транквіліона Ставровецького, у перекладі на сучасну українську мову, видано у Львові 2014 р. (вид. «Свічадо»).